# Les Matelles
Les Matelles är en kommun i departementet Hérault i regionen Occitanien i södra Frankrike. Kommunen ligger i kantonen Les Matelles som tillhör arrondissementet Montpellier. År 2022 hade Les Matelles 2 068 invånare.

## Befolkningsutveckling
Antalet invånare i kommunen Les Matelles
Referens:INSEE